# 伊塔圭
伊塔圭（西班牙語：Itagüí）是哥倫比亞的城市，位於該國北部麥德林河左岸，由安蒂奧基亞省負責管轄，距離首府麥德林11公里，面積21.09平方公里，海拔高度1,550米，2005年人口13,545。

## 外部連結
- Itagüí official website（页面存档备份，存于）
- Mi Pueblo, Itagüí（页面存档备份，存于）
- Itagüí Vivo website

6°10′N 75°37′W / 6.167°N 75.617°W